# Myomimus personatus
```

```

Myomimus personatus је врста глодара из породице пухова (Gliridae).

## Распрострањење
Врста има станиште у Ирану и Туркменистану.

## Станиште
Врста Myomimus personatus има станиште на копну.

## Угроженост
Подаци о распрострањености ове врсте су недовољни.

### Популациони тренд
Популациони тренд је за ову врсту непознат.